# Насімов Баходір Олімджонович
Баходір Олімджонович Насімов (узб. Bahodir Olimjonovich Nasimov; нар. 2 травня 1987, Самарканд, Узбецька РСР) — узбецький футболіст, нападник самаркандського «Динамо».

## Клубна кар'єра

### «Динамо» (Самарканд)
Займався футболом в академії самаркандського «Динамо», потім виступав у молодіжній команді цього клубу. Професійну кар'єру розпочав 2003 року у складі «Динамо». На дорослому рівні дебютував в чемпіонаті Узбекистану 2007 року. За період свого перебування в «Динамо» забив 22 голів в 58 матчах чемпіонату, а 2009 року під час оренди в «Буньодкорі» — два гола в 16 матчах.

### «Нефтчі» (Баку)
У 2010 році за плату, яка не розголошується, перейшов до представника російської Прем'єр-ліги «Рубін» (Казань), я яким підписав 3-річний контракт. Зіграв два матчі та не зміг закріпитися в основному складі «Рубін», перш ніж приєднатися до представника азербайджанської Прем'єр-ліги «Нефтчі» (Баку) в оренду на сезон 2010/11 років.
Забив 15 голів у чемпіонаті й допоміг «Нефтчі» вшосте стати чемпіоном Азербайджану. У складі «Нефтчі» став триразовим чемпіоном Азербайджану (у сезонах 2011, 2012 і 2013 років) і дворазовим володарем Кубка Азербайджану. У сезоні 2011/12 років з 16-ма голами став найкращим бомбардиром азербайджанської Прем'єр-ліги і допоміг «Нефтчі» здобути сьомий чемпіонський титул. 
3 серпня 2013 року, у першому турі азербайджанської Прем'єр-ліги 2013/14 «Нефтчі» проти АЗАЛу, відзначився своїм першим голом у новому сезоні та перший гол після одужання від травми. Відзначився своїм 32-м голом за «Нефтчі» і став найкращим бомбардиром-легіонером клубу.

### «Падіде»
31 жовтня 2014 року став новачком іранської Про Ліги сторони «Падіде». У складі мешхедців зіграв у 17 матчах, у яких зумів відзначитися одним голом.

### Повернення на батьківщину
У січні 2016 року підписав контракт з ташкентським клубом «Буньодкор», де відіграв до кінця сезону. У 2017 році грав за південнокорейський «Ансан Грінерс». У першій половині 2018 року виступав за команду «Бухара» з Узбекистану.

### «Кешля»
10 липня 2018 року підписав 1-річний контракт з «Кешлею».

### Друге повернення до Узбекистану
У сезоні 2019 року приєднався до наманганської команди «Навбахор».

## Кар'єра в збірній
Виступав за юнацьку та молодіжну збірну країни.
Дебютував у національній збірній Узбекистану 18 листопада 2009 року у матчі кваліфікації кубку Азії 2011 проти збірної Малайзії, і у цій же грі відзначився своїм першим голом. У своєму четвертому поєдинку 28 липня 2011 року вийшов на заміну і відзначився двома голами у переможному (3:0) матчі проти Киргизстану, завдяки чому допоміг команді вийти до третього раунду кваліфікації чемпіонату світу 2014 року. Станом на жовтень 2018 року зіграв за збірну у 20 матчах та відзначився 5-ма голами. У 2015 році брав участь у фінальному турнірі Кубку Азії та зіграв 3 матчі.

## Статистика виступів

### Клубна
Станом на 23 березня 2023 року
| Клуб                     | Сезон             | Ліга                      | Ліга  | Ліга | Нац. кубок | Нац. кубок | Кубок ліги | Кубок ліги | Конт. кубок | Конт. кубок | Інші  | Інші | Загалом | Загалом |
| Клуб                     | Сезон             | Дивізіон                  | Матчі | Голи | Матчі      | Голи       | Матчі      | Голи       | Матчі       | Голи        | Матчі | Голи | Матчі   | Голи    |
| ------------------------ | ----------------- | ------------------------- | ----- | ---- | ---------- | ---------- | ---------- | ---------- | ----------- | ----------- | ----- | ---- | ------- | ------- |
| «Рубін» (Казань)         | 2010              | Прем'єр-ліга Росії        | 2     | 0    | 1          | 0          | –          | –          | –           | –           | –     | –    | 3       | 0       |
| «Рубін» (Казань)         | 2011–12           | Прем'єр-ліга Росії        | 0     | 0    | 0          | 0          | –          | –          | –           | –           | –     | –    | 0       | 0       |
| «Рубін» (Казань)         | Загалом           | Загалом                   | 2     | 0    | 1          | 0          | –          | –          | –           | –           | –     | –    | 3       | 0       |
| «Нефтчі» (Баку) (оренда) | 2010–11           | Прем'єр-ліга Азербайджану | 28    | 15   | 3          | 0          | –          | –          | –           | –           | –     | –    | 31      | 15      |
| «Нефтчі» (Баку)          | 2011–12           | Прем'єр-ліга Азербайджану | 29    | 16   | 5          | 2          | –          | –          | 2           | 0           | –     | –    | 36      | 18      |
| «Нефтчі» (Баку)          | 2012–13           | Прем'єр-ліга Азербайджану | 8     | 0    | 2          | 1          | –          | –          | 0           | 0           | 0     | 0    | 10      | 1       |
| «Нефтчі» (Баку)          | 2013–14           | Прем'єр-ліга Азербайджану | 21    | 7    | 3          | 1          | –          | –          | 1           | 0           | 1     | 0    | 26      | 8       |
| «Нефтчі» (Баку)          | Загалом           | Загалом                   | 58    | 23   | 10         | 4          | –          | –          | 3           | 0           | 1     | 0    | 72      | 27      |
| «Падіде»                 | 2014–15           | Про-ліга Ірану            | 17    | 1    | 2          | 1          | –          | –          | –           | –           | –     | –    | 19      | 2       |
| «Буньодкор»              | 2016              | Суперліга Узбекистану     | 26    | 8    | 3          | 2          | –          | –          | 6           | 0           | –     | –    | 35      | 10      |
| «Ансан Грінерс»          | 2017              | К-Ліга Челлендж           | 23    | 2    | 0          | 0          | –          | –          | –           | –           | –     | –    | 23      | 2       |
| «Бухара»                 | 2018              | Суперліга Узбекистану     | 12    | 3    | 0          | 0          | –          | –          | –           | –           | –     | –    | 12      | 3       |
| «Кешля»                  | 2018–19           | Прем'єр-ліга Азербайджану | 7     | 0    | 1          | 0          | –          | –          | 1           | 0           | –     | –    | 9       | 0       |
| «Навбахор»               | 2019              | Суперліга Узбекистану     | 10    | 0    | 0          | 0          | –          | –          | –           | –           | –     | –    | 10      | 0       |
| «Динамо» (Самарканд)     | 2019              | Суперліга Узбекистану     | 11    | 1    | 0          | 0          | 1          | 1          | –           | –           | –     | –    | 12      | 2       |
| «Согдіана» (Джиззак)     | 2020              | Суперліга Узбекистану     | 23    | 2    | 0          | 0          | –          | –          | –           | –           | –     | –    | 23      | 2       |
| «Согдіана» (Джиззак)     | 2021              | Суперліга Узбекистану     | 15    | 0    | 3          | 0          | –          | –          | –           | –           | –     | –    | 18      | 0       |
| «Согдіана» (Джиззак)     | 2022              | Суперліга Узбекистану     | 11    | 0    | 5          | 0          | –          | –          | 2           | 0           | –     | –    | 18      | 0       |
| «Согдіана» (Джиззак)     | Загалом           | Загалом                   | 49    | 2    | 8          | 0          | –          | –          | 2           | 0           | -     | -    | 59      | 2       |
| «Динамо» (Самарканд)     | 2023              | Про-ліга Узбекистану      | 2     | 0    | 0          | 0          | –          | –          | –           | –           | –     | –    | 2       | 0       |
| Усього за кар'єру        | Усього за кар'єру | Усього за кар'єру         | 245   | 55   | 28         | 7          | 1          | 1          | 12          | 0           | 1     | 0    | 287     | 63      |

### У збірній
| Дата       | Місто        | Господарі      | Результат               | Гості             | Турнір                     | Голи | Примітки |
| ---------- | ------------ | -------------- | ----------------------- | ----------------- | -------------------------- | ---- | -------- |
| 18-11-2009 | Куала-Лумпур | Малайзія       | 3 – 1                   | Узбекистан        | Відбір до Кубка Азії 2011  | 1    | 78'      |
| 3-3-2010   | Ташкент      | Узбекистан     | 0 – 1                   | ОАЕ               | Відбір до Кубка Азії 2011  | -    | 62'      |
| 23-7-2011  | Ташкент      | Узбекистан     | 4 – 0                   | Киргизстан        | Відбір до ЧС 2014          | -    | 66'      |
| 28-7-2011  | Бішкек       | Киргизстан     | 0 – 3                   | Узбекистан        | Відбір до ЧС 2014          | 2    | 63'      |
| 15-11-2011 | Ташкент      | Узбекистан     | 3 – 0                   | Таджикистан       | Відбір до ЧС 2014          | -    | 56'      |
| 25-2-2012  | Чонджу       | Південна Корея | 4 – 2                   | Узбекистан        | товариський матч           | -    |          |
| 29-2-2012  | Нагоя        | Японія         | 0 – 1                   | Узбекистан        | Відбір до ЧС 2014          | -    |          |
| 18-6-2013  | Ташкент      | Узбекистан     | 5 – 1                   | Катар             | Відбір до ЧС 2014          | 2    | 60'      |
| 6-9-2013   | Амман        | Йорданія       | 1 – 1                   | Узбекистан        | Відбір до ЧС 2014          | -    | 65'      |
| 10-9-2013  | Ташкент      | Узбекистан     | 1 – 1 д.ч. (7 - 8 п.п.) | Йорданія          | Відбір до ЧС 2014          | -    | 82'      |
| 15-10-2013 | Ташкент      | Узбекистан     | 3 – 1                   | В'єтнам           | Відбір до Кубка Азії 2015  | -    | 65'      |
| 19-11-2013 | Гонконг      | Гонконг        | 0 – 2                   | Узбекистан        | Відбір до Кубка Азії 2015  | -    | 46'      |
| 21-12-2014 | Дубай        | Узбекистан     | 2 – 1                   | Йорданія          | товариський матч           | -    | 75'      |
| 25-12-2014 | Шарджа       | Узбекистан     | 1 – 0                   | Ірак              | товариський матч           | -    | 70'      |
| 10-1-2015  | Сідней       | Узбекистан     | 1 – 0                   | Північна Корея    | Кубок Азії 2015 - 1º turno | -    | 89'      |
| 18-1-2015  | Мельбурн     | Узбекистан     | 3 – 1                   | Саудівська Аравія | Кубок Азії 2015 - 1º turno | -    |          |
| 22-01-2015 | Мельбурн     | Південна Корея | 2 – 0                   | Узбекистан        | Кубок Азії 2015 - Quarti   | -    |          |
| 31-3-2015  | Тьофу        | Японія         | 5 – 1                   | Узбекистан        | товариський матч           | -    | 77'      |
| 11-6-2015  | Ташкент      | Узбекистан     | 0 – 1                   | Іран              | товариський матч           | -    | 70'      |
| 16-6-2015  | Пхеньян      | Північна Корея | 4 – 2                   | Узбекистан        | Відбір до ЧС 2018          | -    | 34'      |
| Усього     |              | Матчів         | 20                      |                   | Голів                      | 5    |          |

## Досягнення

### Клубні
«Нефтчі» (Баку)
- Прем'єр-ліга Азербайджану
  -  Чемпіон (3): 2010/11, 2011/12, 2012/13

- Кубок Азербайджану
  -  Володар (2): 2012/13, 2013/14

### Індивідуальні
- Найкращий бомбардир Прем'єр-ліги Азербайджану: 2011/12 (16 голів)